# Hornungia
Genre
Classification phylogénétique
Synonymes
- Hutchinsia W.T.Aiton (1812)[1]
- Hymenolobus Nutt. (1838)[2]
- Pritzelago Kuntze (1891)[3]
- Microcardamum O.E.Schulz (1928)[4]
- Hutchinsiella O.E.Schulz (1933)[5]

Hornungia est un genre de plantes herbacées de la famille des Brassicaceae.
Hutchinsia, d'après la botaniste irlandaise Ellen Hutchins, est un synonyme de ce genre.

## Liste d'espèces
Selon BioLib (20 février 2025) :
- Hornungia angustilimbata V.I.Dorof.
- Hornungia aragonensis (Loscos & J. Pardo) Heywood
- Hornungia petraea (L.) Rchb. - hutchinsie des rochers
- Hornungia procumbens (L.) Hayek - prostrate hutchinsia en anglais, littéralement « hutchinsie prostrée »

Selon Catalogue of Life (20 février 2025) :
- Hornungia alpina (L.) O. Appel
- Hornungia angustilimbata V. I. Dorof.
- Hornungia aragonensis (Loscos & Pardo) Heywood
- Hornungia pauciflora (W. D. J. Koch) Soldano, F. Conti, Banfi & Galasso
- Hornungia petraea (L.) Rchb.
- Hornungia procumbens (L.) Hayek
- Hornungia puberula (Rupr.) D. A. German
- Hornungia revelierei (Jord.) Soldano, F. Conti, Banfi & Galasso